# Kummerfeld
Kummerfeld er en by og kommune i det nordlige Tyskland, beliggende i Amt Pinnau under Kreis Pinneberg. Kreis Pinneberg ligger i den sydlige del af delstaten Slesvig-Holsten.

## Geografi
Kummerfeld ligger nord for landkreisens administrationsby Pinneberg ved motorvejen A 23 og grænser desuden til kommunerne Borstel-Hohenraden mod øst, Prisdorf mod sydvest, Tornesch mod nordvest og Ellerhoop mod nord.
I kommunens nordvestlige hjørne løber vandløbet Bilsbek.